# ATPasi fosfolipide-traslocante
La ATPasi fosfolipide-traslocante è un enzima che appartiene alla classe delle idrolasi, situato nella membrana cellulare, specialmente del reticolo endoplasmatico, che ha lo scopo di favorire il movimento dei fosfolipidi attraverso la membrana. 
I fosfolipidi infatti, provvisti di una componente (testa) polare, non sono in grado di attraversare l'interno del doppio strato idrofobico della membrana, sebbene siano in grado di diffondere liberamente attraverso il piano della membrana stessa. I fosfolipidi, perciò, dopo essere stati sintetizzati nel citoplasma, si integrano all'interno del versante interno (citoplasmatico) della membrana, per poi interagire con le flippasi che li trasportano sul lato esterno. Tale trasferimento è un processo di trasporto attivo che richiede energia, e avviene tramite l'idrolisi di ATP. Catalizzano la seguente reazione:
ATP + H2O + fosfolipidein = ADP + fosfato + fosfolipideout
L'azione delle flippasi è importante al fine di mantenere una asimmetria funzionale nella composizione lipidica tra i due strati della membrana. La perdita di tale asimmetria, in seguito ad un malfunzionamento delle flippasi, o di altri fattori, può avere conseguenze gravi per la cellula, e portare ad apoptosi. Nei mammiferi, è stato inoltre dimostrato che la perdita dell'asimmetria nelle membrane dei neuroni è una delle principali cause degli effetti neurodegenerativi della malattia di Alzheimer.